# Cylicia inflata
Cylicia inflata is een rifkoralensoort, de plaats in een familie is onzeker. De wetenschappelijke naam van de soort is voor het eerst geldig gepubliceerd in 1878 door Pourtalès.